# ميدالية الثناء
ميدالية الثناء (بالإنجليزية: Commendation Medal)‏ هي وسام عسكري أمريكي متوسط المستوى يُقدّم للأعمال البطولية المستمرة أو الخدمة الجديرة بالتقدير. يُصدر كل فرع من فروع القوات المسلحة الأمريكية نسخته الخاصة من ميدالية الثناء، مع وجود نسخة خامسة لأعمال الخدمة العسكرية المشتركة التي يتم إجراؤها تحت إشراف وزارة الدفاع.
كانت ميدالية الثناء في الأصل مجرد شريط خدمة وتم منحها لأول مرة من قبل البحرية الأمريكية وخفر السواحل الأمريكي في عام 1943. تبع ذلك شريط الثناء للجيش في عام 1945، وفي عام 1949 تمت إعادة تسمية شرائط الثناء للبحرية وخفر السواحل والجيش إلى "شريط الثناء ذو القلادة المعدنية". بحلول عام 1960، تم اعتماد شرائط الثناء كميداليات كاملة وتمت الإشارة إليها فيما بعد باسم ميداليات الثناء.
يتم الإشارة إلى الجوائز الإضافية لميداليات الجيش والجو والفضاء من خلال مجموعات من أوراق البلوط البرونزية والفضية. ميدالية الثناء الخاصة بالقوات البحرية ومشاة البحرية وميدالية الثناء لخفر السواحل هي عبارةٌ عن نجوم ذهبية وفضية بمقاس 5/16 بوصة للإشارة إلى جوائز إضافية. يُصرح باستخدام جهاز التمييز التشغيلي ("جهاز O") على ميدالية تكريم خفر السواحل بناءً على موافقة السلطة المانحة. يأتي ترتيب الأسبقية بعد الميدالية الجوية ولكن قبل ميدالية أسير الحرب وجميع ميداليات الحملة. تمنح كل خدمة عسكرية أيضًا ميداليات إنجاز منفصلة تكون أقل من ميداليات الثناء في الأسبقية.

## روابط خارجية
- معهد شعارات النبالة بالجيش الأمريكي: وسام الثناء العسكري
- وزارة الجيش، وزارة الدفاع وسام الثناء العسكري 578.20
- معهد شعارات النبالة بالجيش الأمريكي: وسام الثناء على الخدمة المشتركة
- الأسئلة الشائعة حول جوائز HRC المشتركة